# 노준석
노준석(1981년 - )은 포항공대 교수이며 ‘투명망토’로 대표되는 첨단 메타물질의 나노공정과 생산기술 분야에서 세계 최고의 원천기술을 보유한 과학자이다.

## 활동
2021년 4월 국제학술지 네이처에 세계 최초로 100나노미터(㎚)급 3D 프린팅 기술을 달성해 3차원 나노구조 제작의 돌파적인 공정기술을 구현한 연구결과를 논문으로 실었다. 이전에 그는 나노 사이즈의 금 입자 합성과 이를 바탕으로 한 차세대 디스플레이용 원천기술 개발 및 응용에 대한 연구를 진행했으며 이는 2018년 4월 네이처 표지논문이 되었다.

## 학력과 경력
- 서울대 기계공학과,
- 미국 UC버클리 기계·나노공학 박사
- 로런스버클리국립연구소 박사후연구원
- 아르곤국립연구소 연구책임자
- 포항공대 기계공학과·화학공학과 교수 (2014~ )

## 수상
- 한국과학기술한림원 젊은과학자상 (2019)
- 공학한림원 젊은공학인상 (2022)
- 제13회 홍진기 창조인상 (2022)